# Aleksandr Kargal'cev
Aleksandr Kargal'cev, anche noto come Saša (in russo Александр Каргальцев?; in inglese: Sasha Kargaltsev; Mosca, 1985), è un artista, scrittore, fotografo, attore e regista russo naturalizzato statunitense.

## Biografia
Aleksandr Kargal'cev è nato nel 1985 a Mosca. La fotografia è stata una passione per lui sin dall'infanzia, dimostrando un particolare fascino verso le Polaroid. Durante l'adolescenza Kargal'cev ha iniziato a produrre cortometraggi e opere fotografiche, usando i suoi amici come modelli. Tra le sue opere di attivismo vi è anche stata l'organizzazione di una protesta contro IKEA per la rimozione di una fotografia di una coppia lesbica dall'edizione russa della rivista Ikea Family Live.
Tra i suoi cortometraggi spiccano The Cell (2010) e The Well (2009), che gli sono valsi una borsa di studio presso l'Università statale pan-russa di cinematografia. Kargal'cev si è poi trasferito a New York nel 2009, dopo aver vinto una borsa di studio alla New York Film Academy e dove ha presentato domanda di asilo, citando la persecuzione in base al suo orientamento sessuale. L'asilo di Kargal'cev è stato approvato nel maggio 2011, dopo nove mesi di udienze. Le prove raccolte sono state presentate al Servizio di immigrazione e naturalizzazione degli Stati Uniti. Non è mai tornato in Russia dopo aver ottenuto la cittadinanza statunitense.
Nel 2012 ha pubblicato il suo libro Asylum, contenente ritratti nudi di richiedenti asilo gay russi negli Stati Uniti. Il debutto di Kargal'cev come regista teatrale è avvenuto con lo spettacolo The Net, messo in scena a Dixon Place, a New York. Ha anche diretto la commedia Crematorium, basata su una storia scritta dal drammaturgo russo Valerij Pečejkin. Lo spettacolo è stato messo in scena nella sua versione ridotta agli Shelter Studios di New York e al Gene Frankel Theatre.
In occasione delle Olimpiadi di Soči, Aleksandr Kargal'cev ha risposto a una controversa foto della gallerista russo-americana Daša Žukova. Nella sua foto, Žukova era seduta su una sedia costituita da una donna nera seminuda con le gambe in aria. Per invertire "l'ingiustizia visiva e l'offesa" dell'immagine di Žukova, Kargal'cev ha scattato un'immagine con un uomo afroamericano nudo, seduto sulla schiena di un uomo bianco.

## Galleria d'immagini

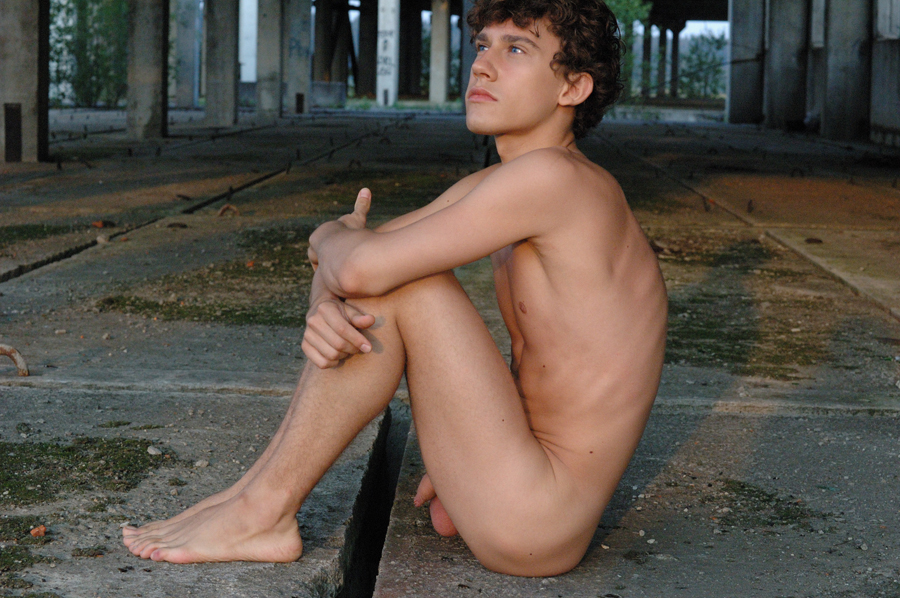
Nudo su pavimentazione in pietra.
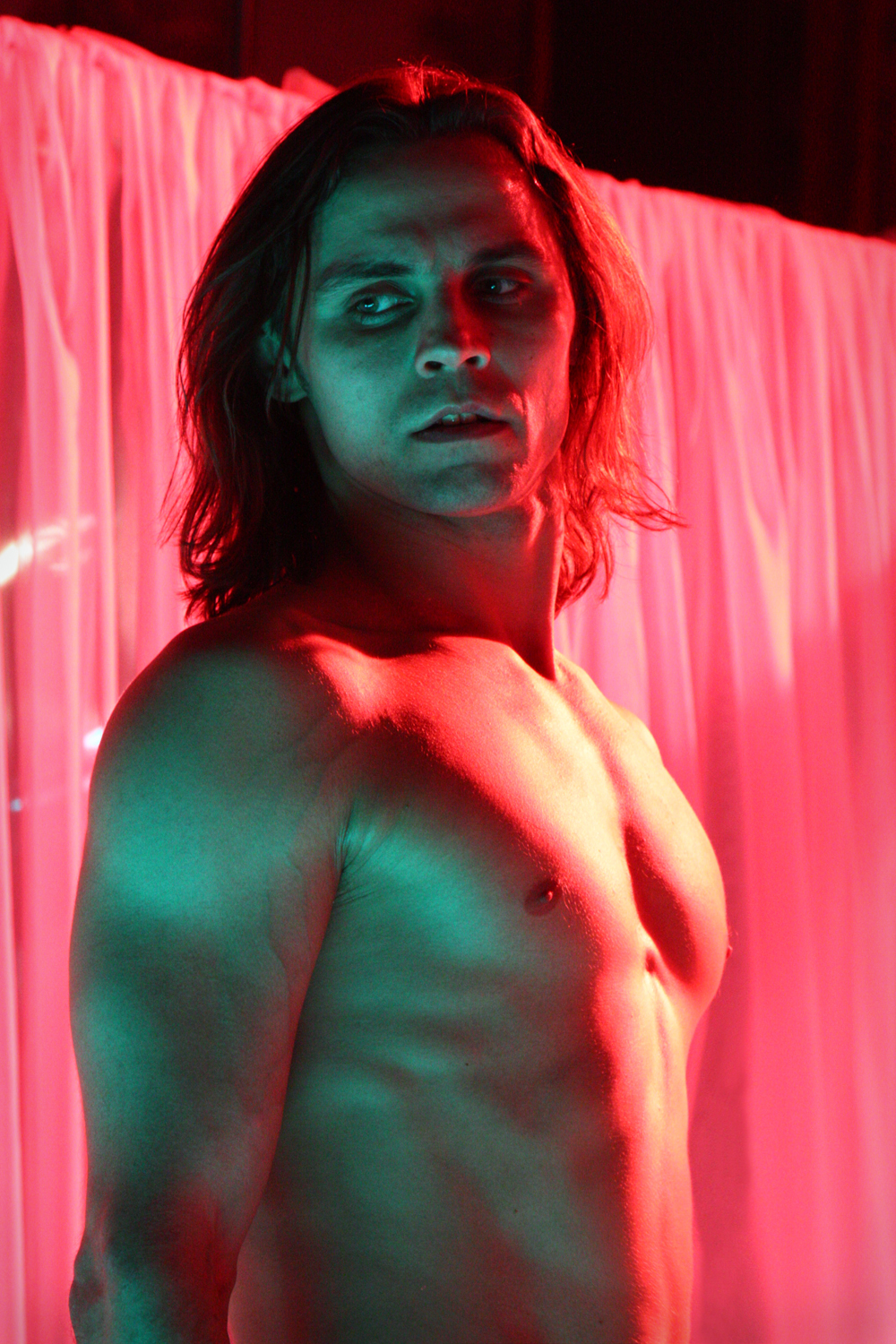
Ritratto di Dmitrij Bozin.
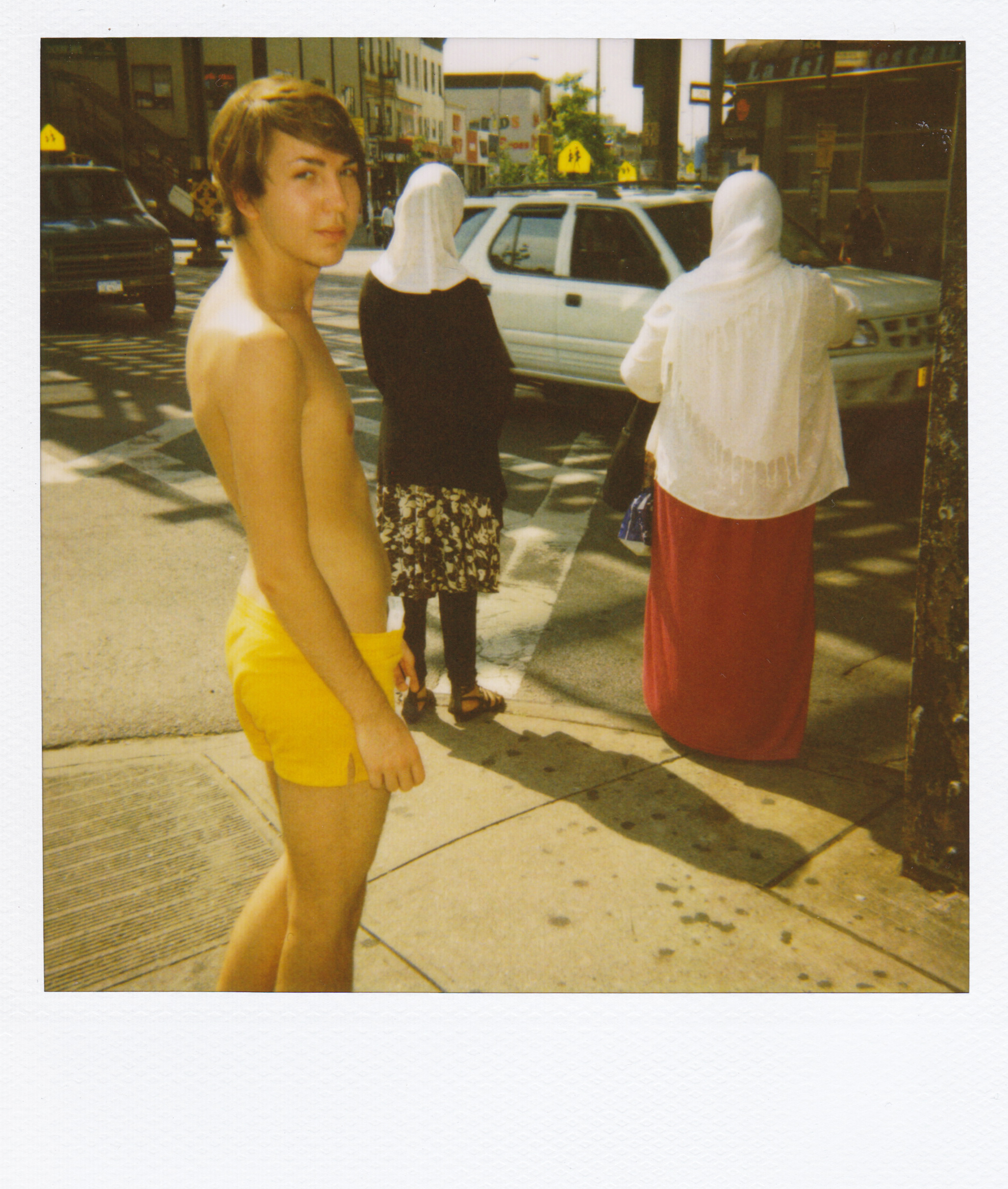
Vladik e i demoni.
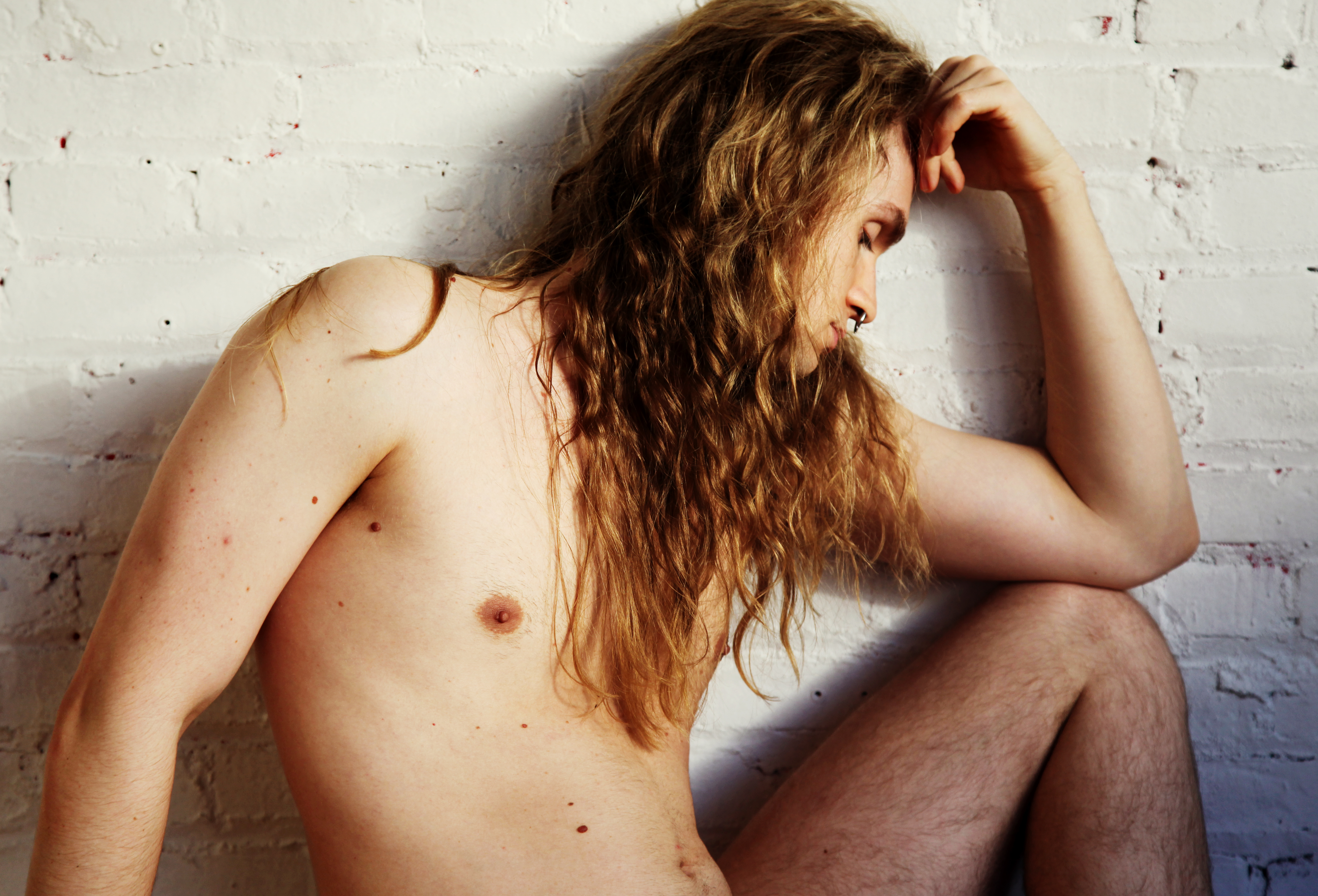
Tyler.
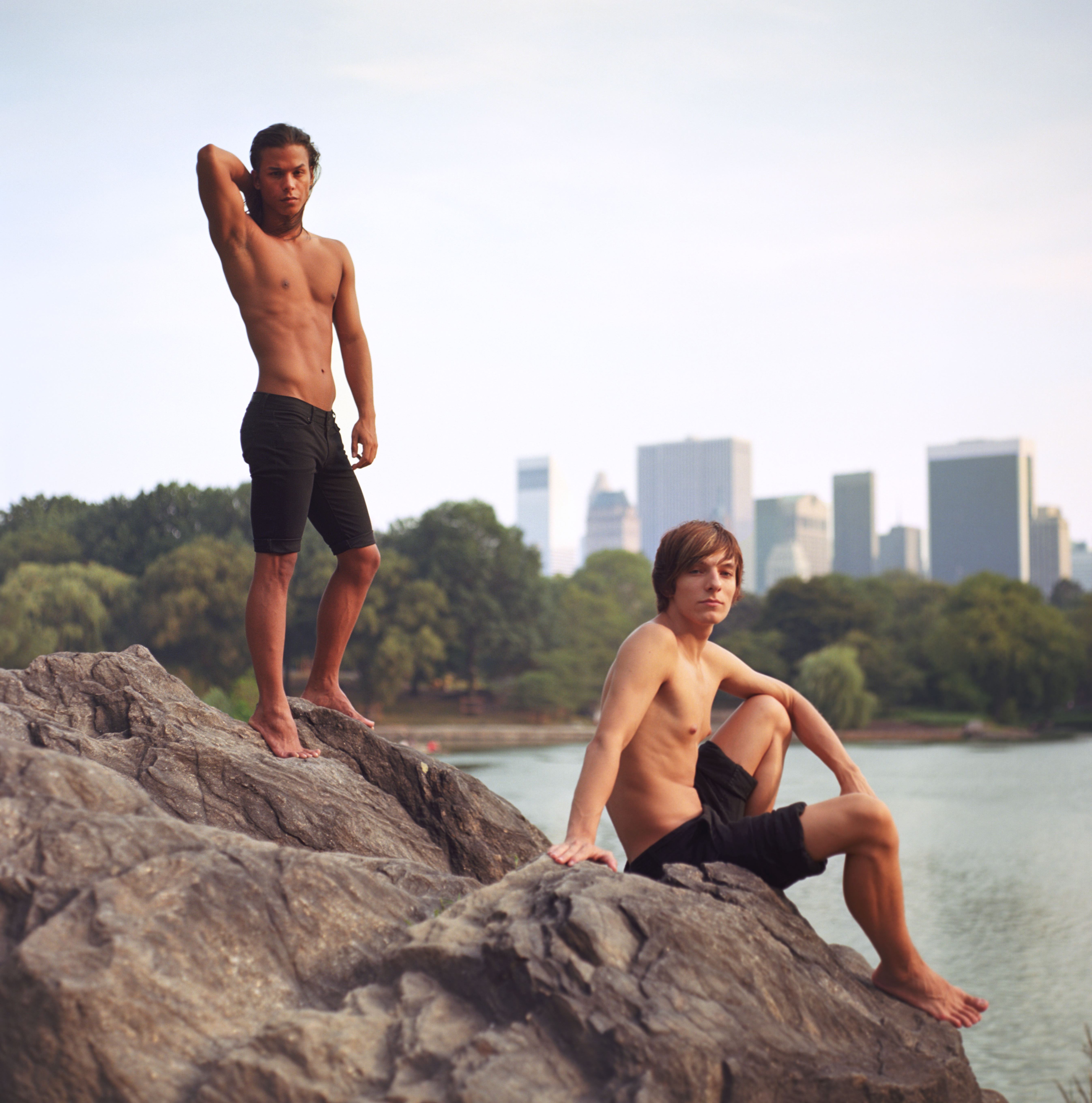
L'estate in cui ci siamo conosciuti.
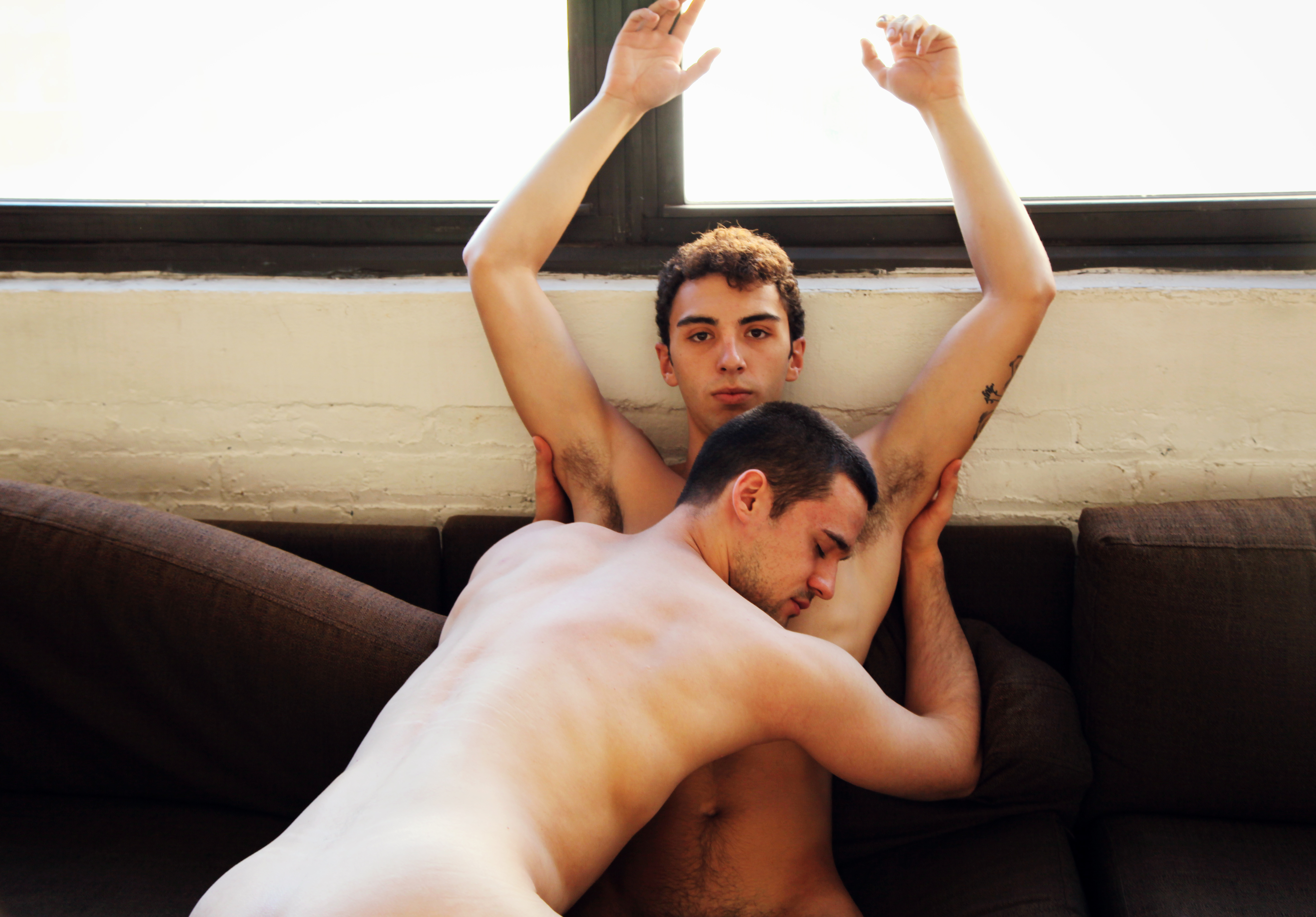
Studio dell'affetto gay.
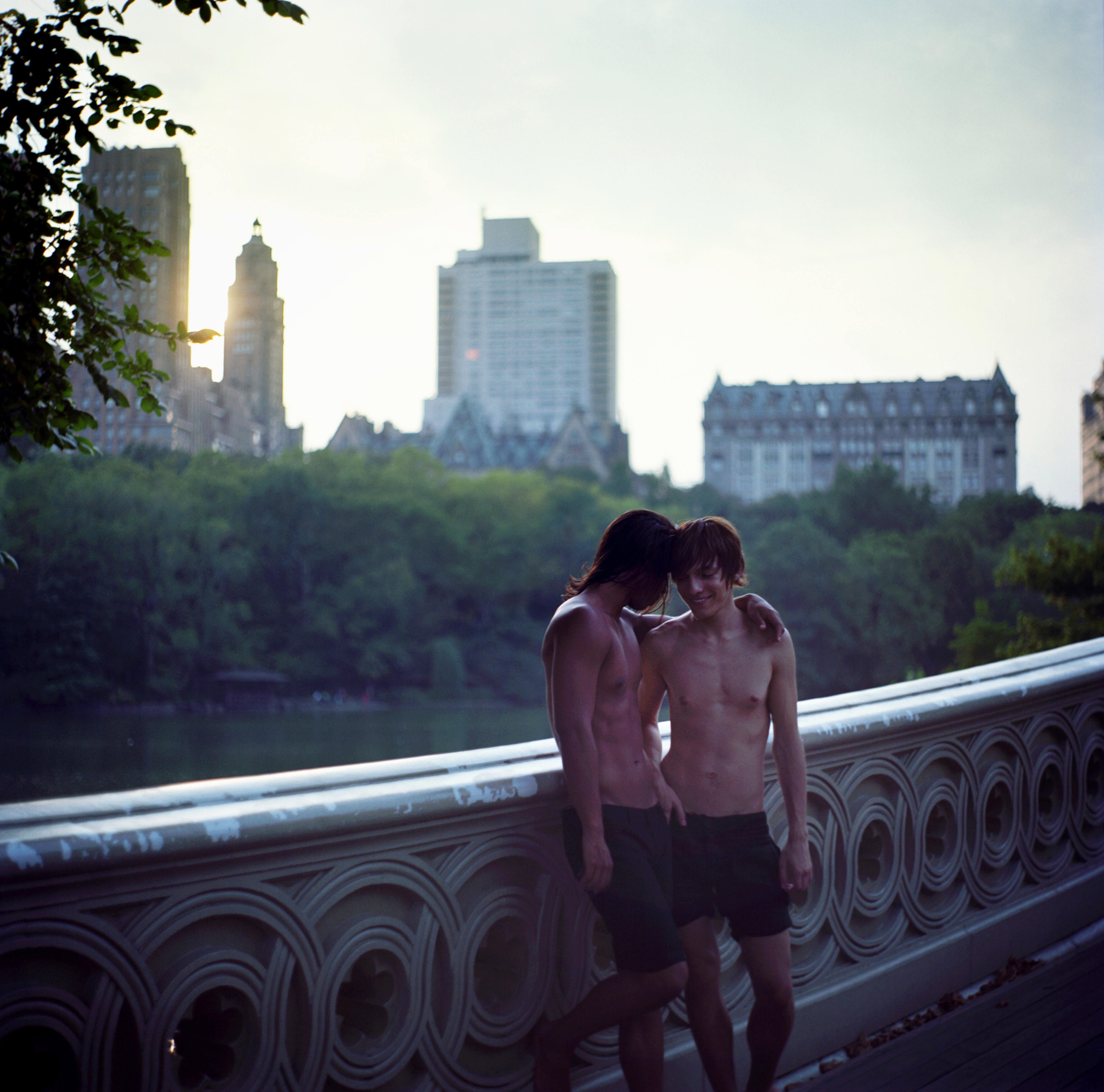
Parte di una serie omoerotica di fotografie di modelli intorno a Central Park.
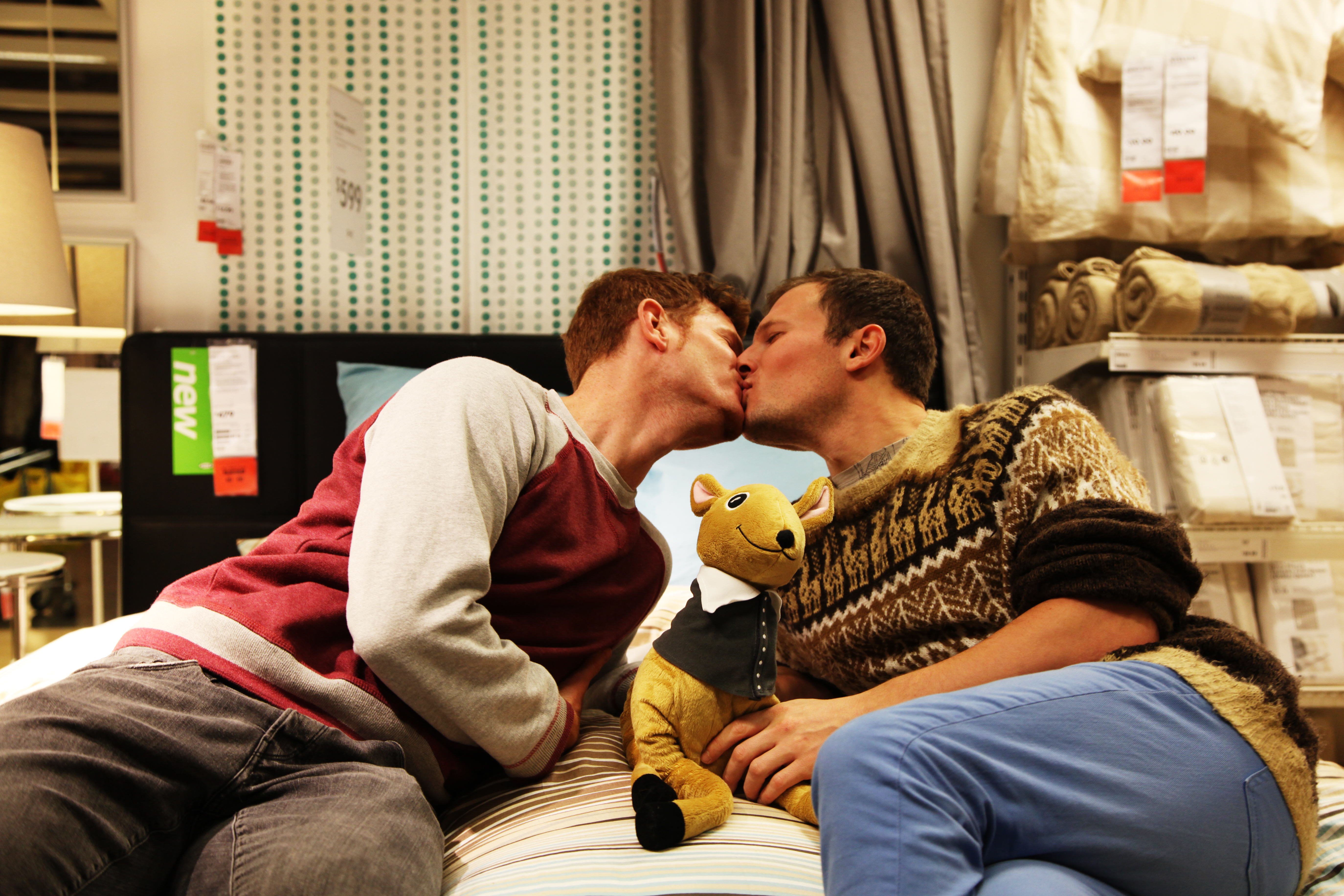
IKEA diventa queer con Russian Kiss-In.
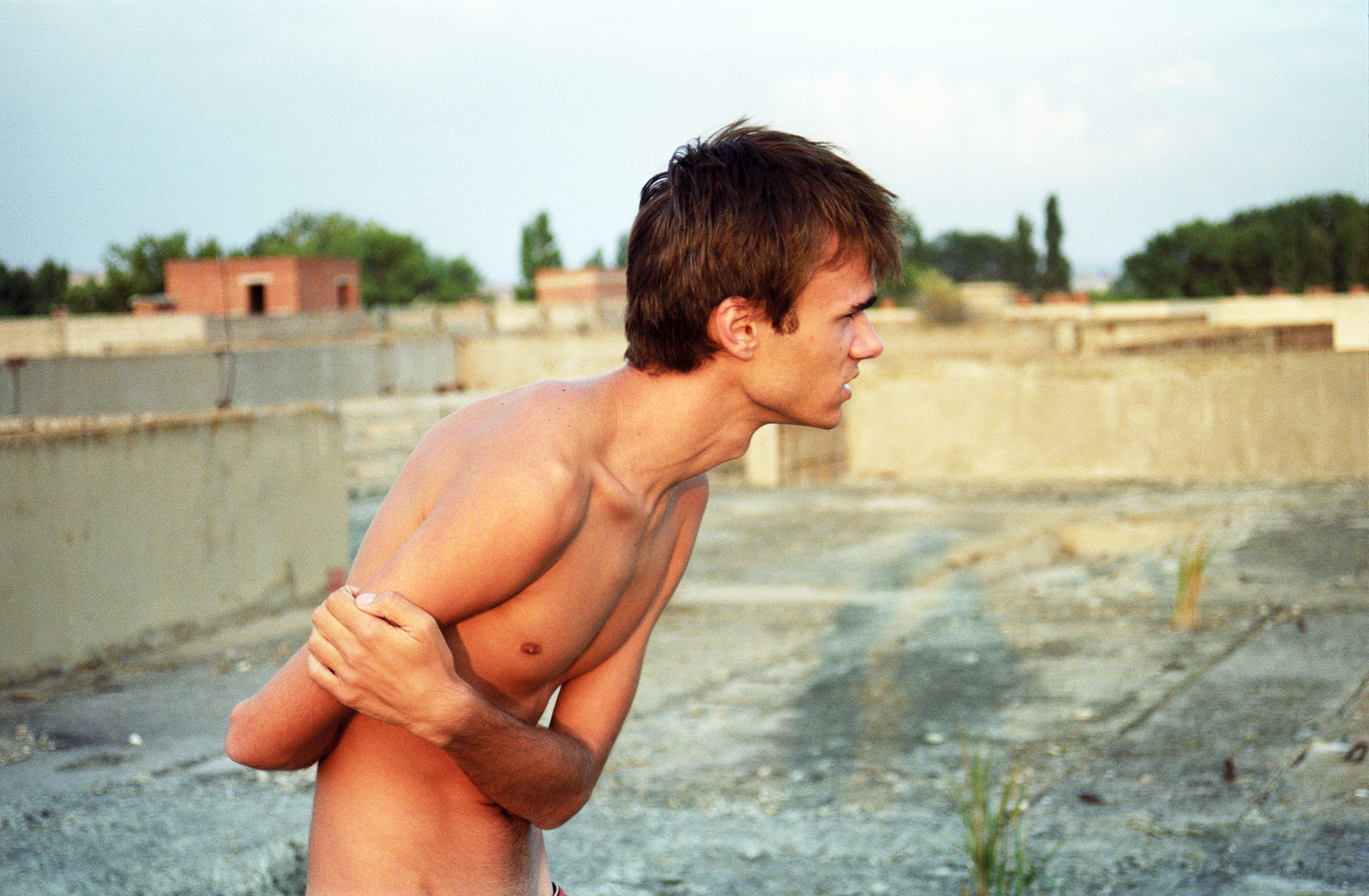
Serie di foto di studi sulla vita.
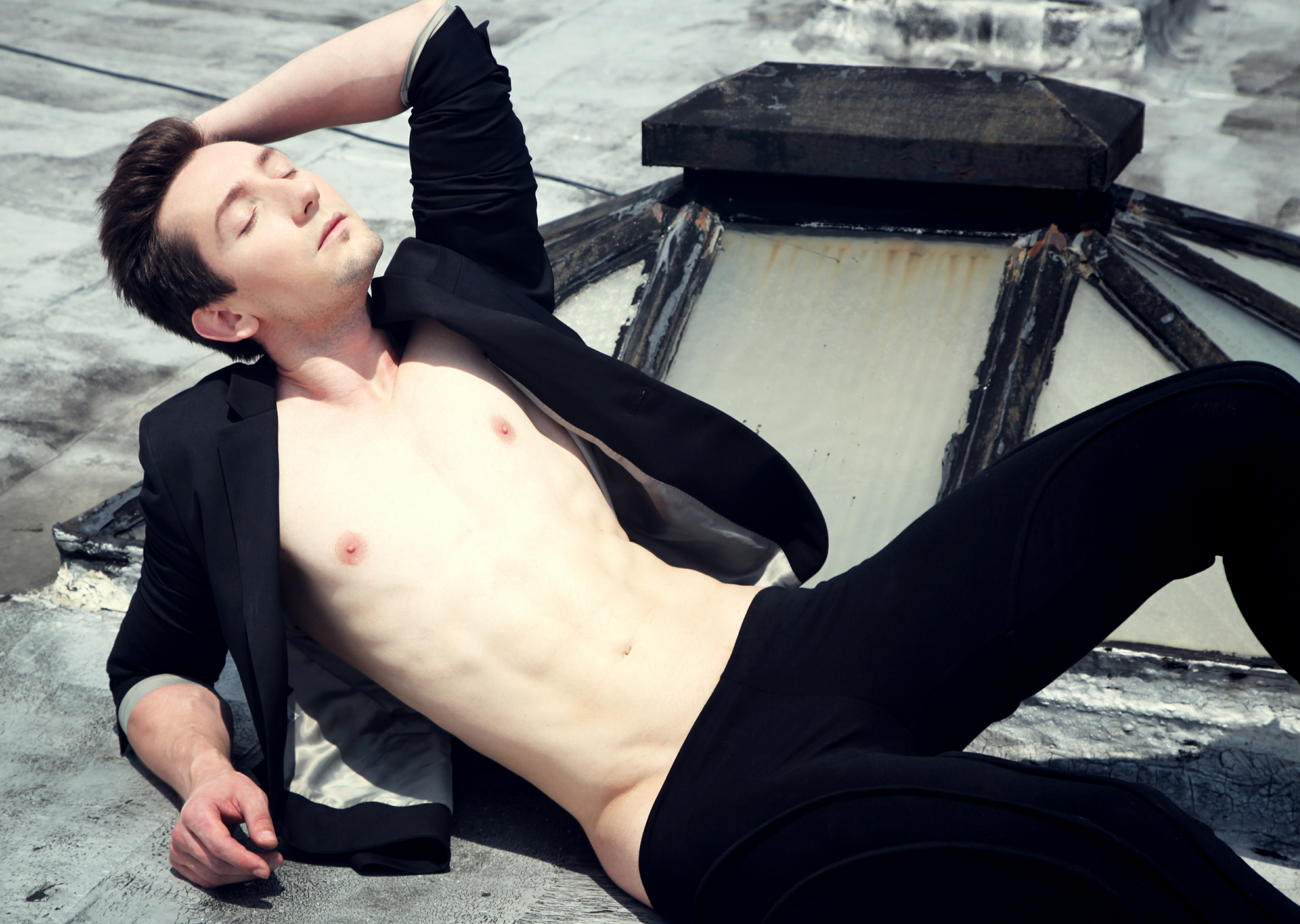
Mitt Jones si rilassa.
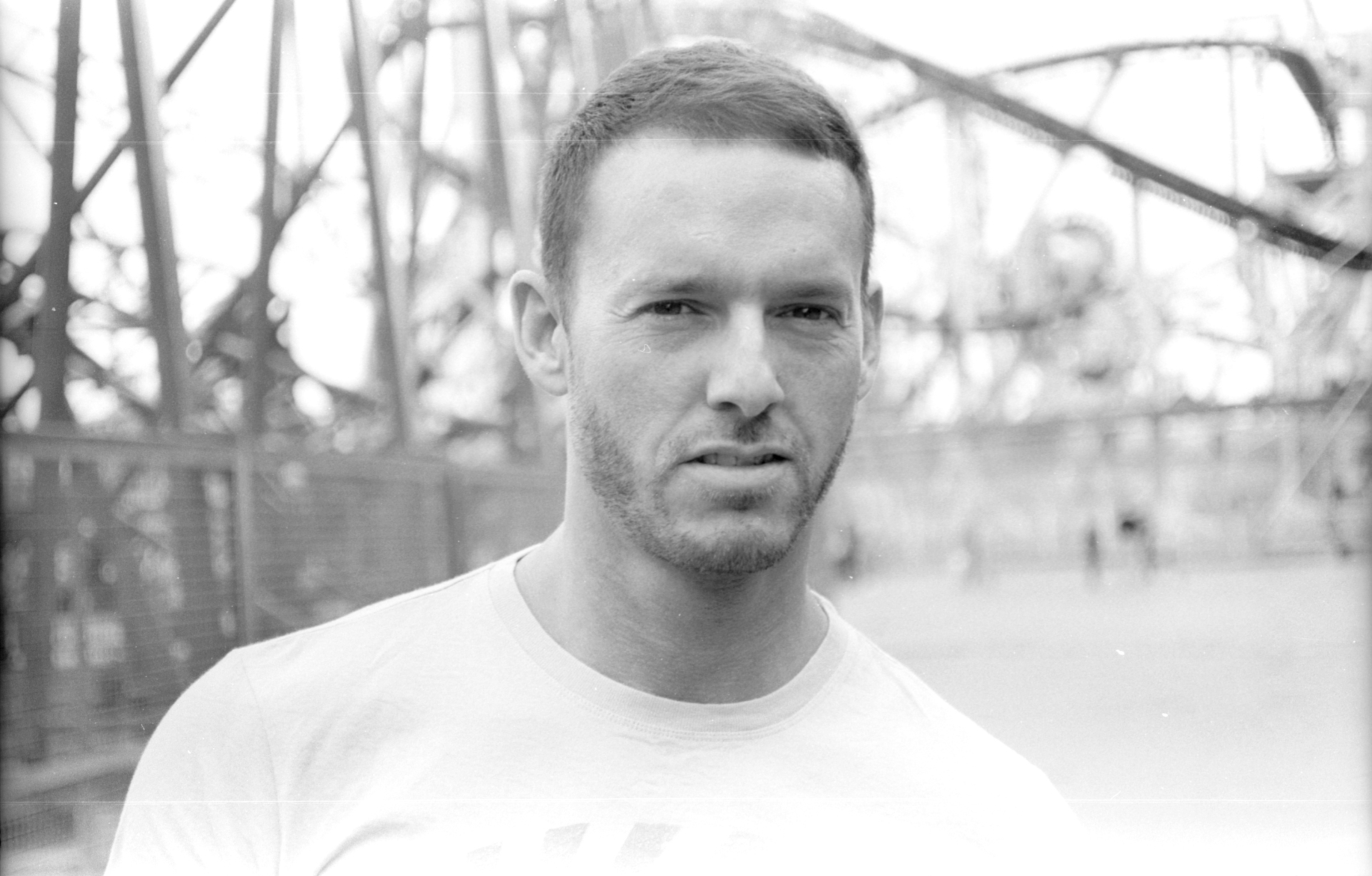
Micky Friedmann a Mosca.
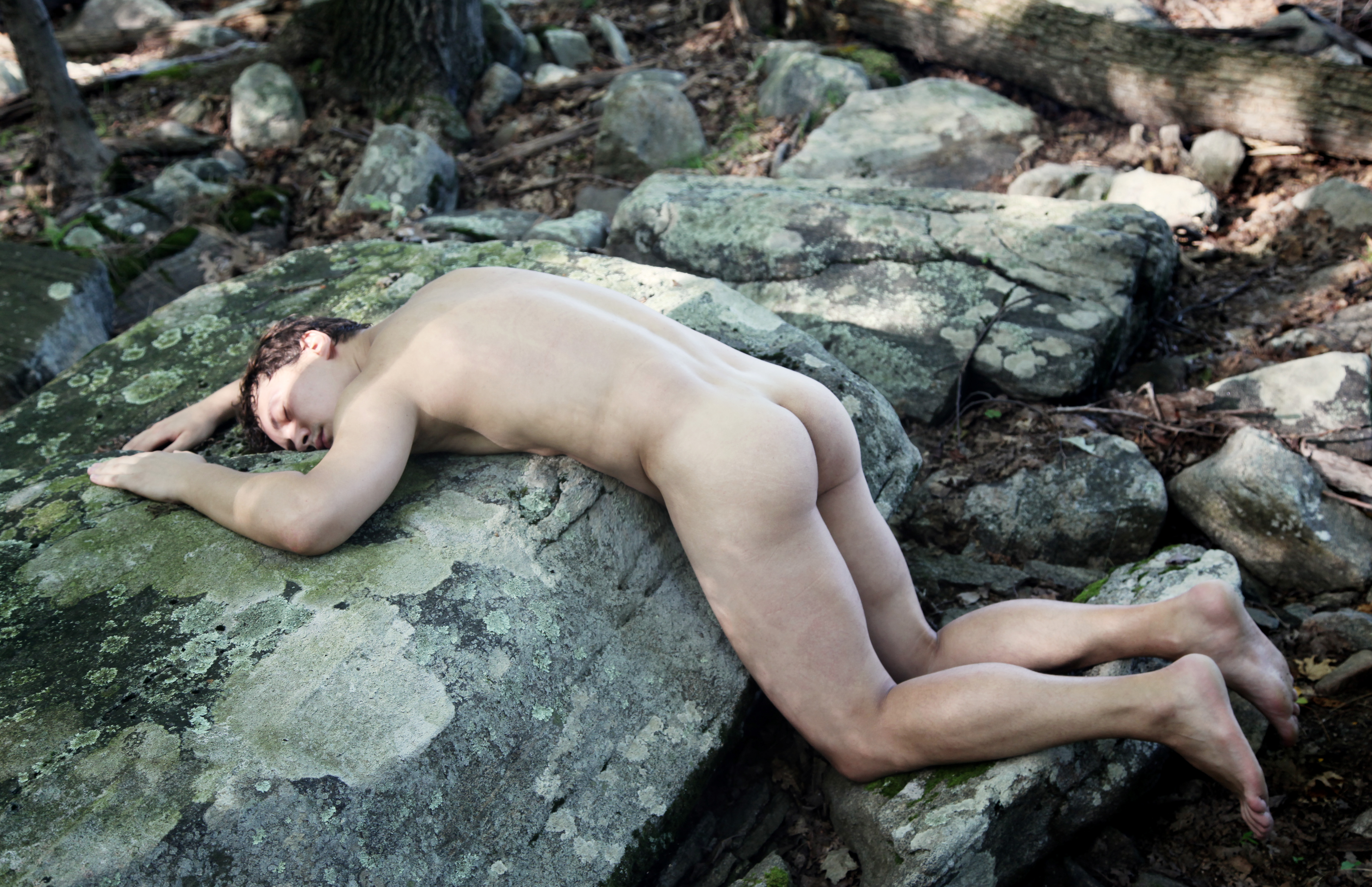
Kargal'cev posa nudo sulle rocce.
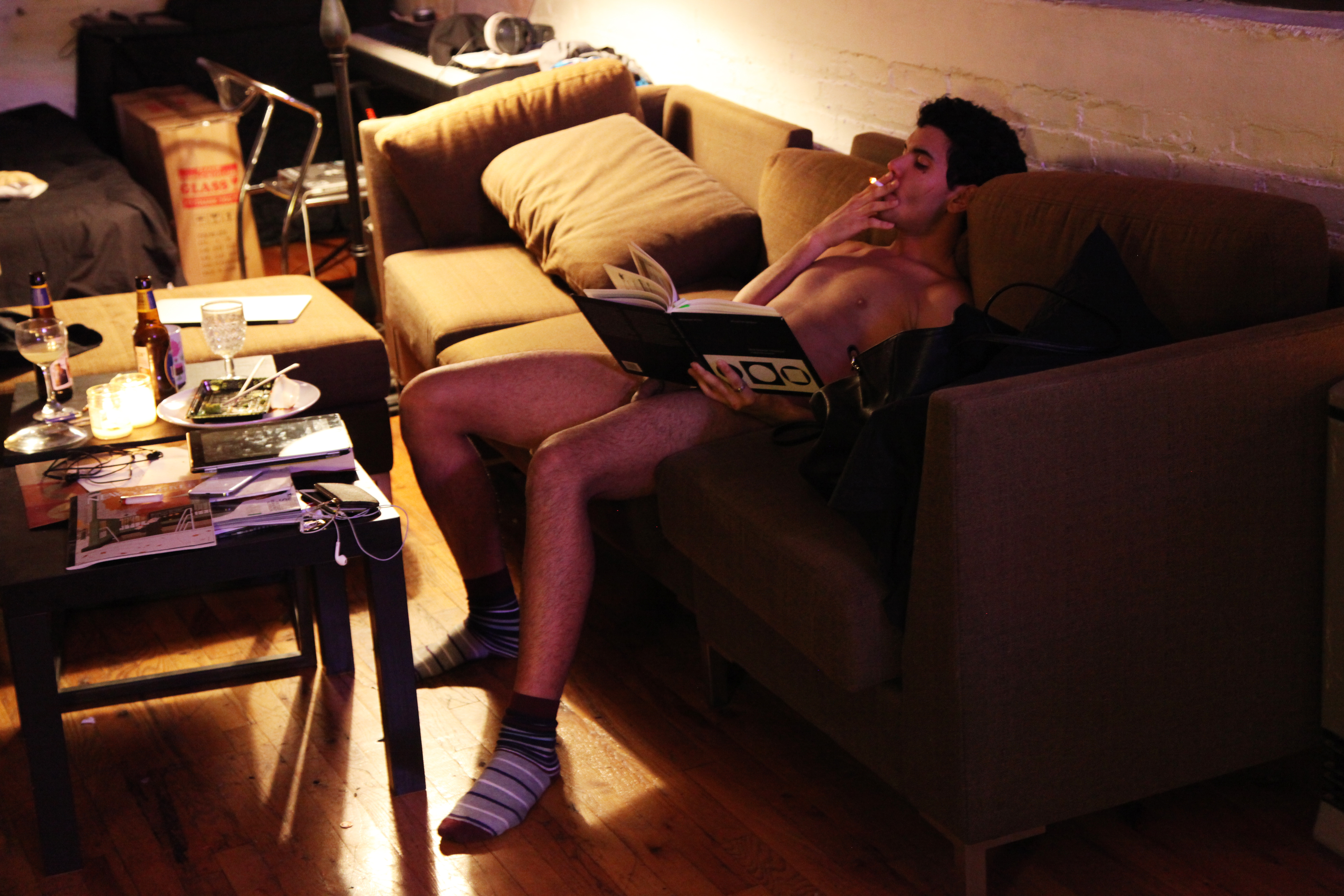
Ritratto di Luis.
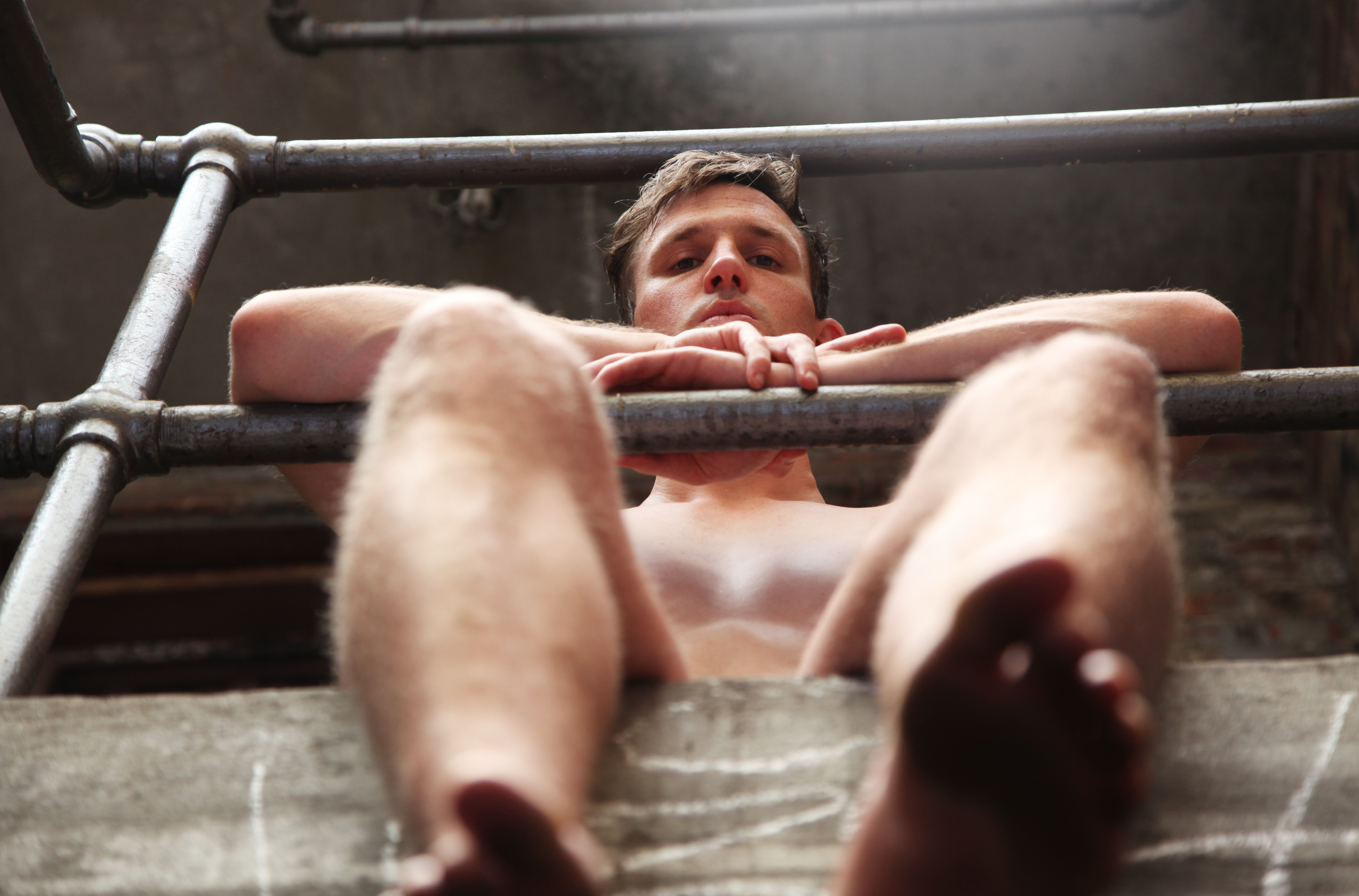
Studio sulle scale.
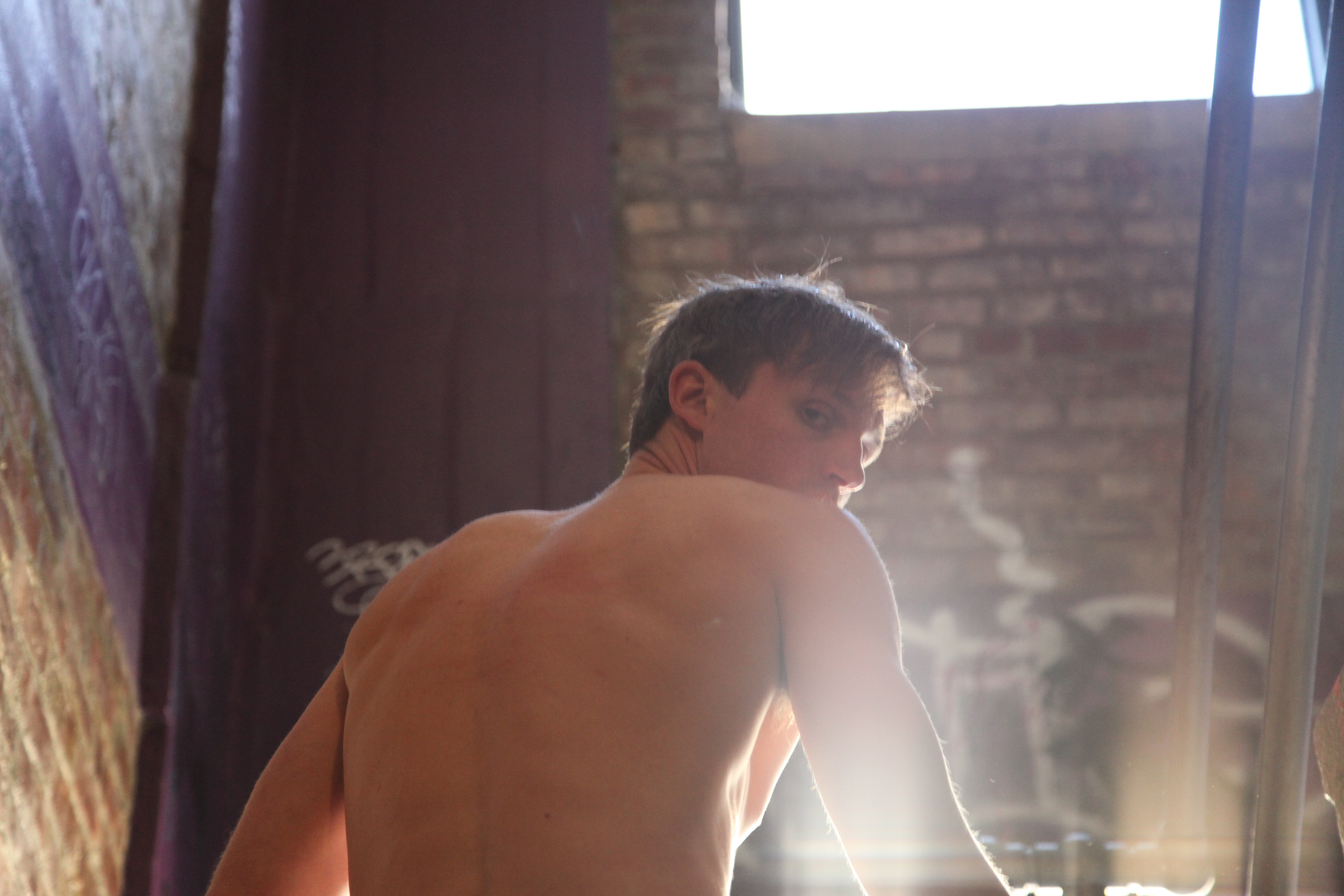
Serie di studio.
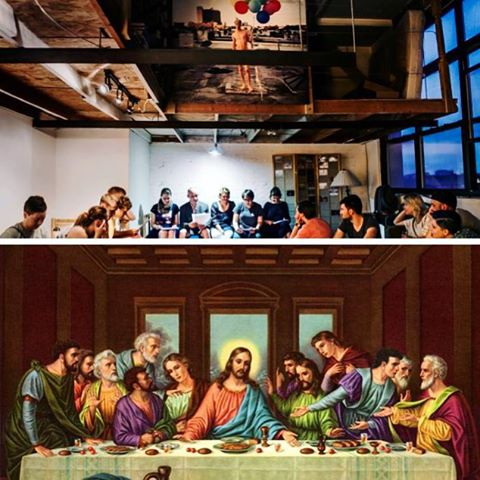
Ultima cena parallela.
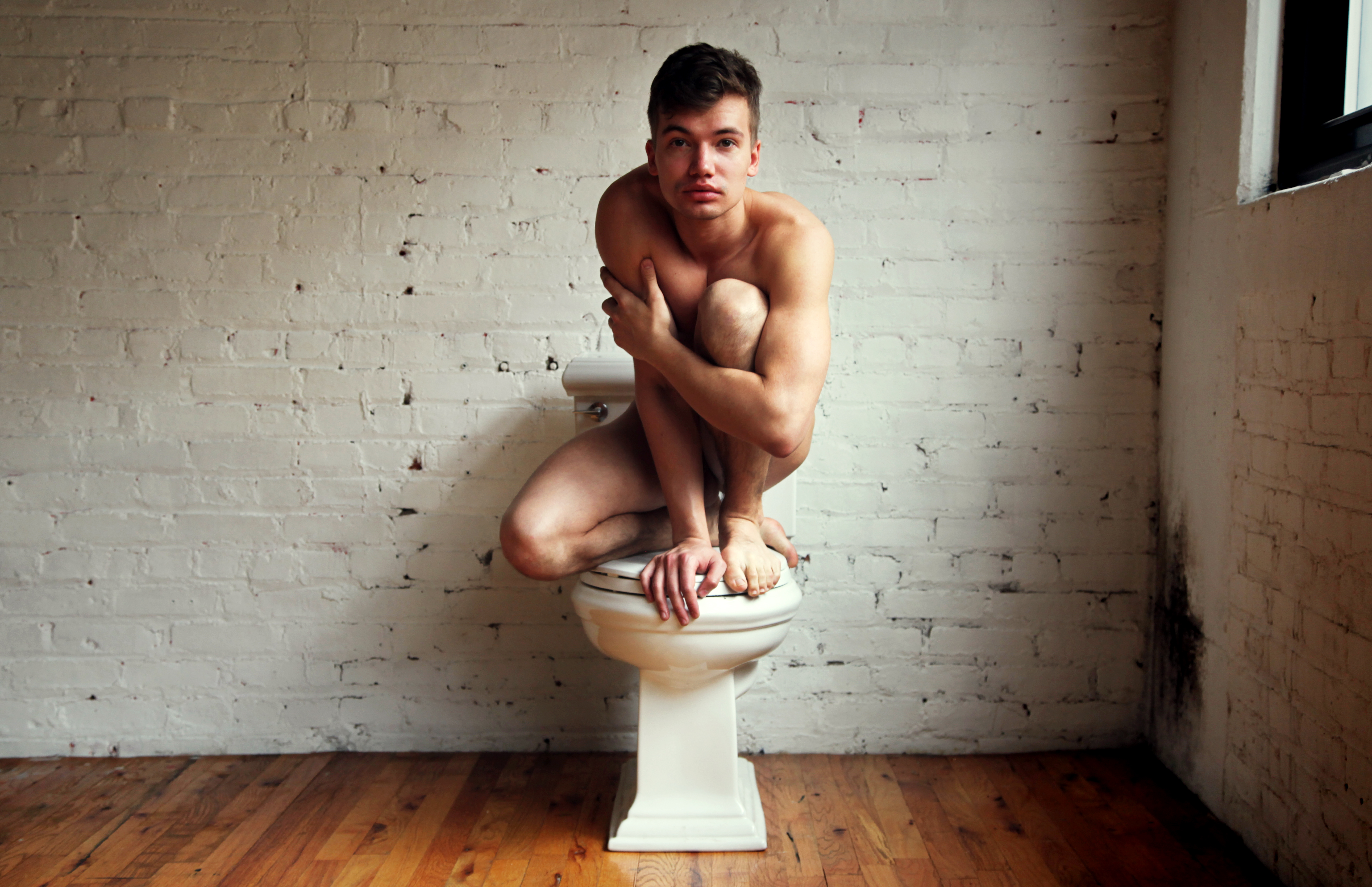
Studio accovacciato.
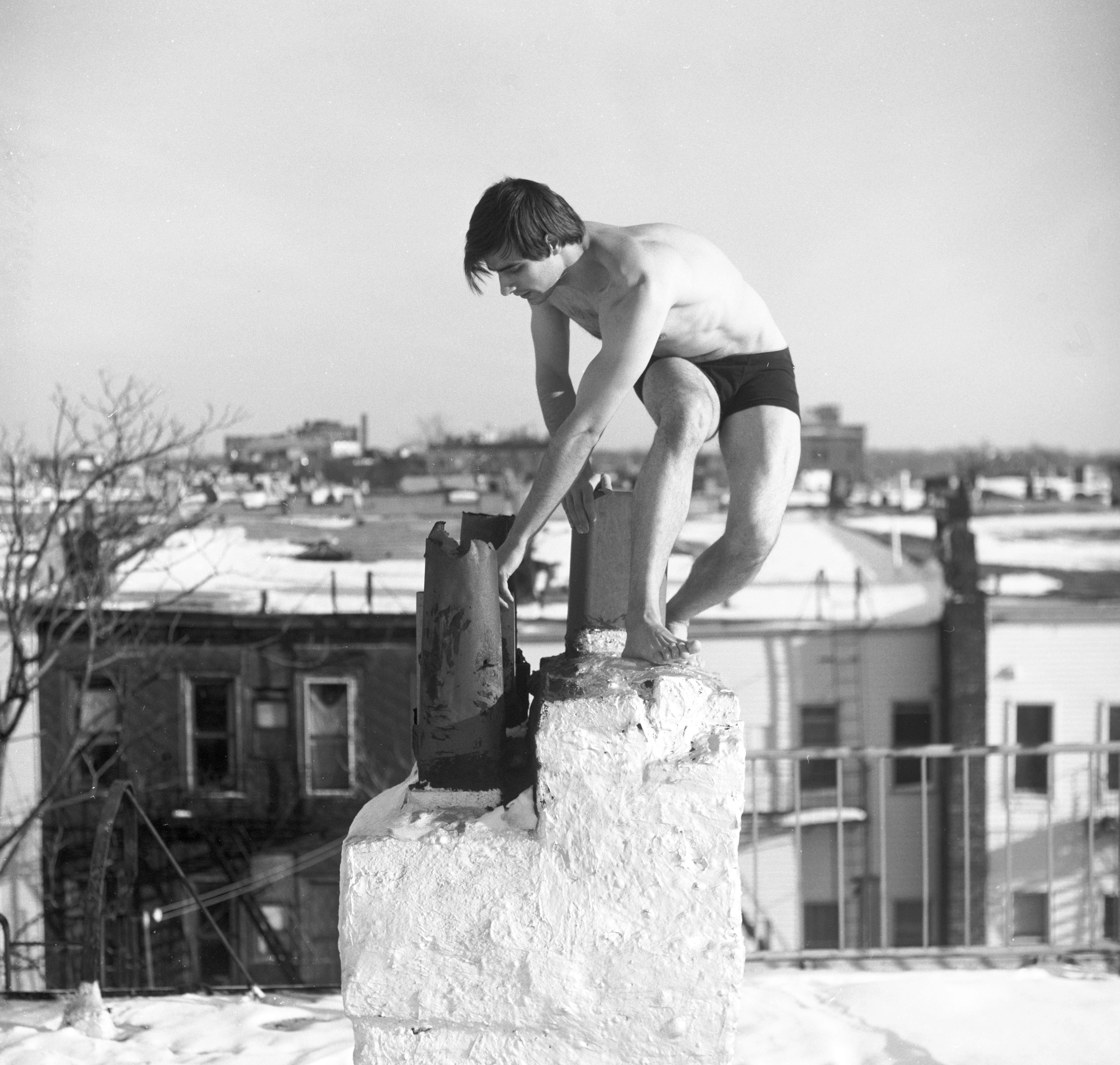
Senza titolo.
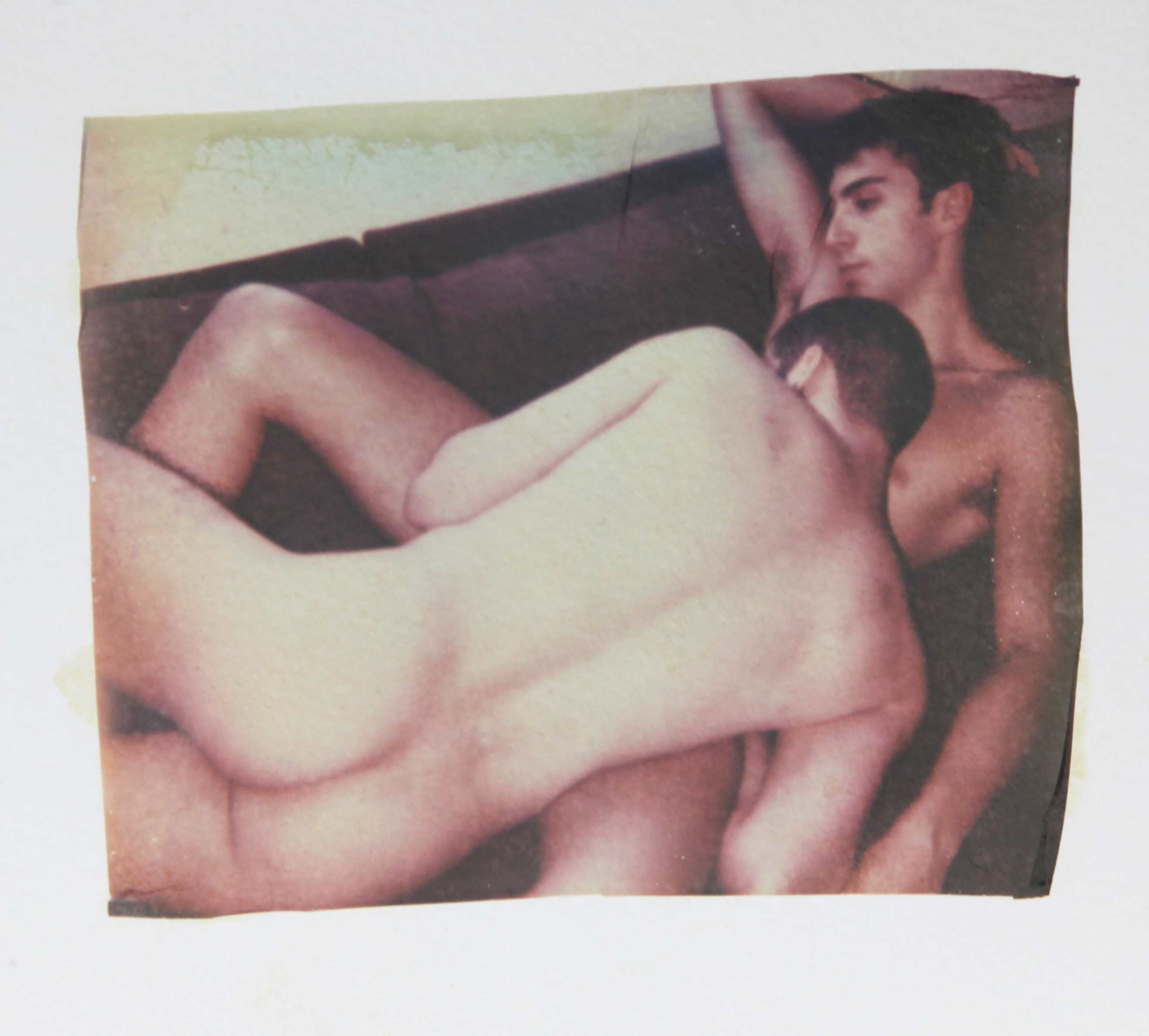
Kelvin e Aren.
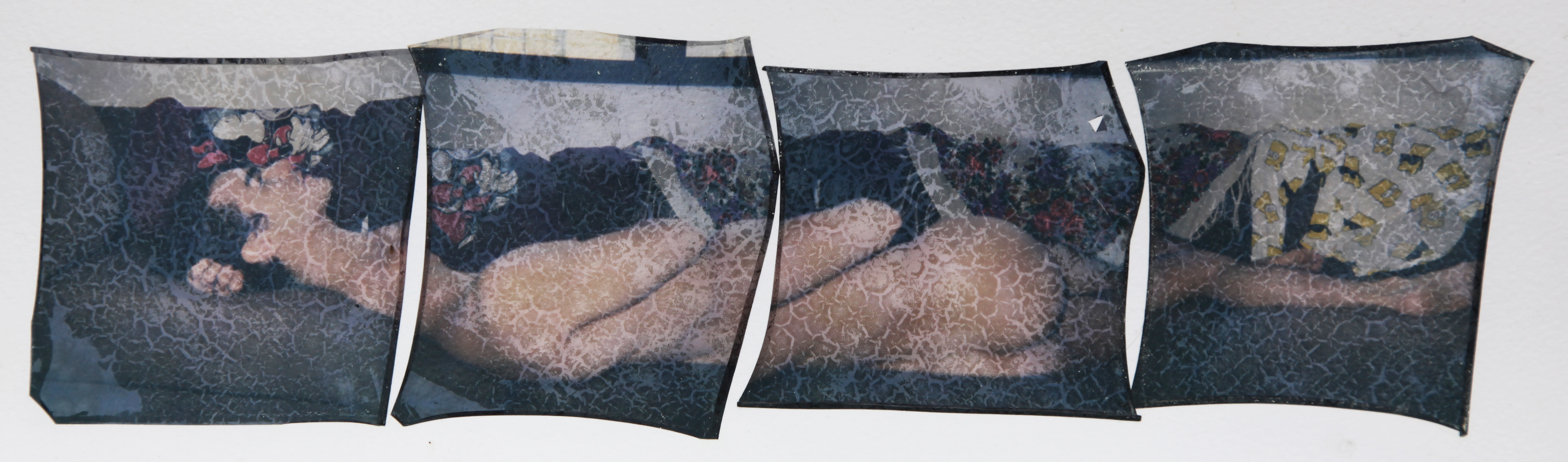
Senza titolo.
Senza titolo.
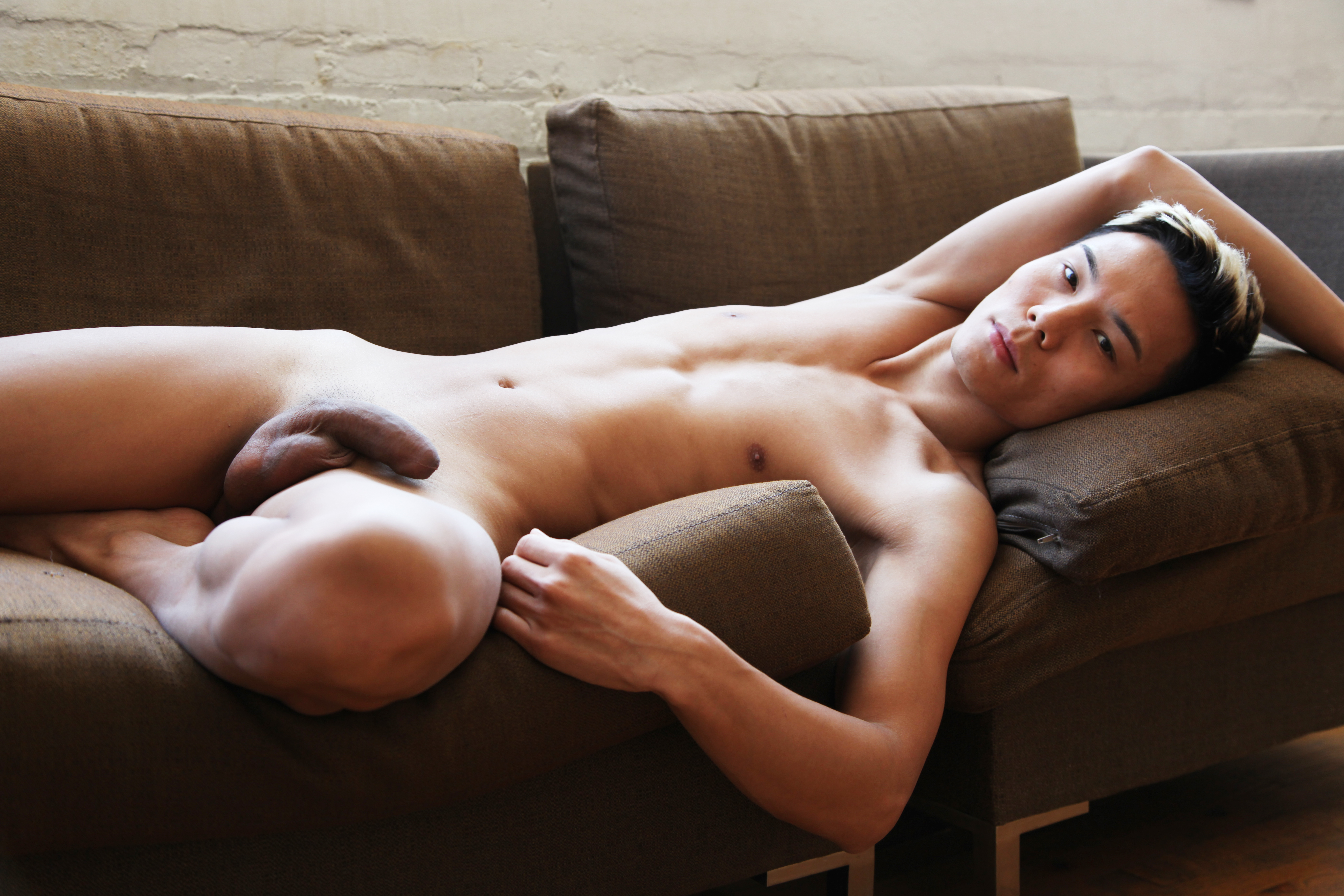
Studio del nudo.
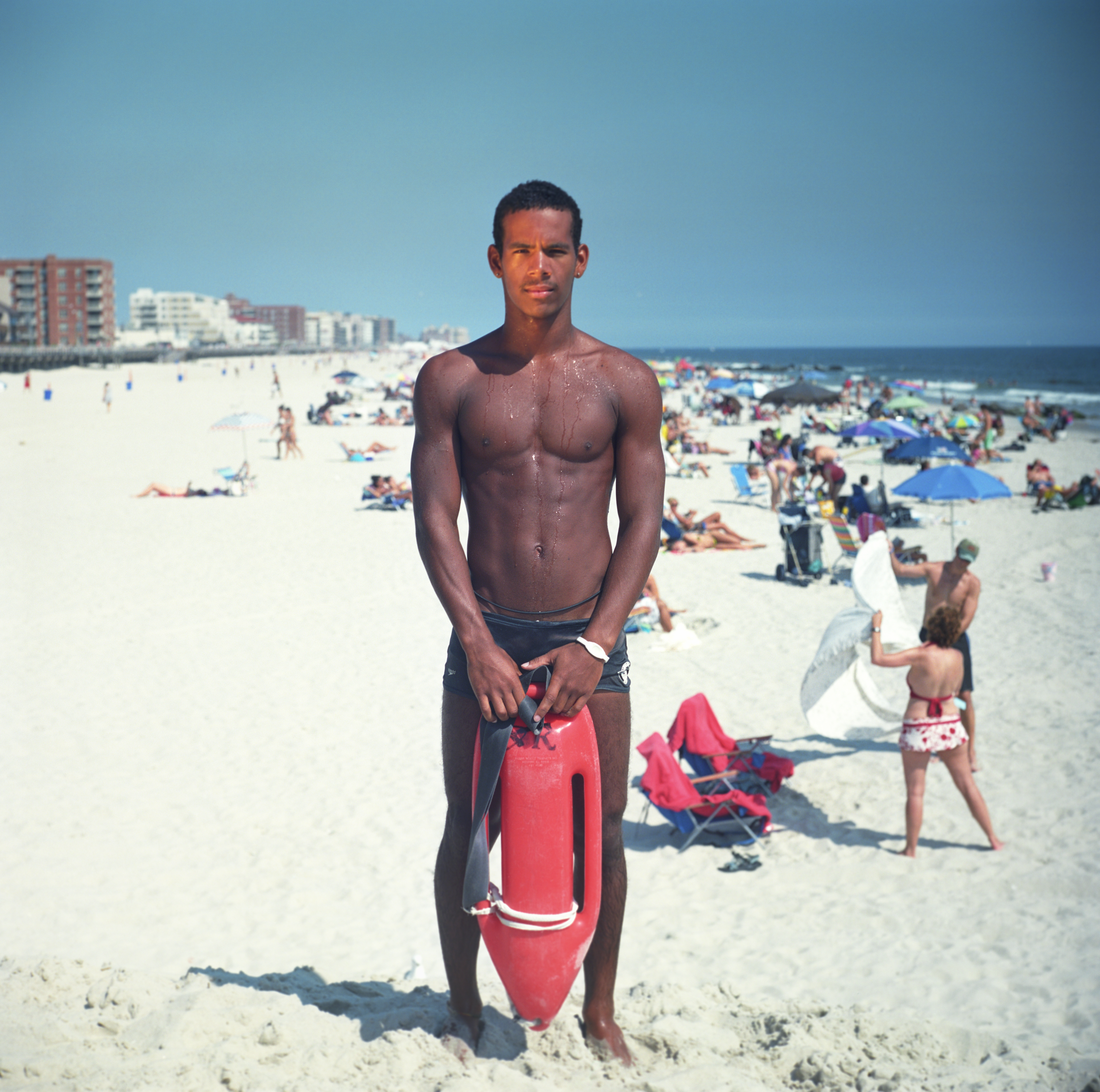
Un bagnino.
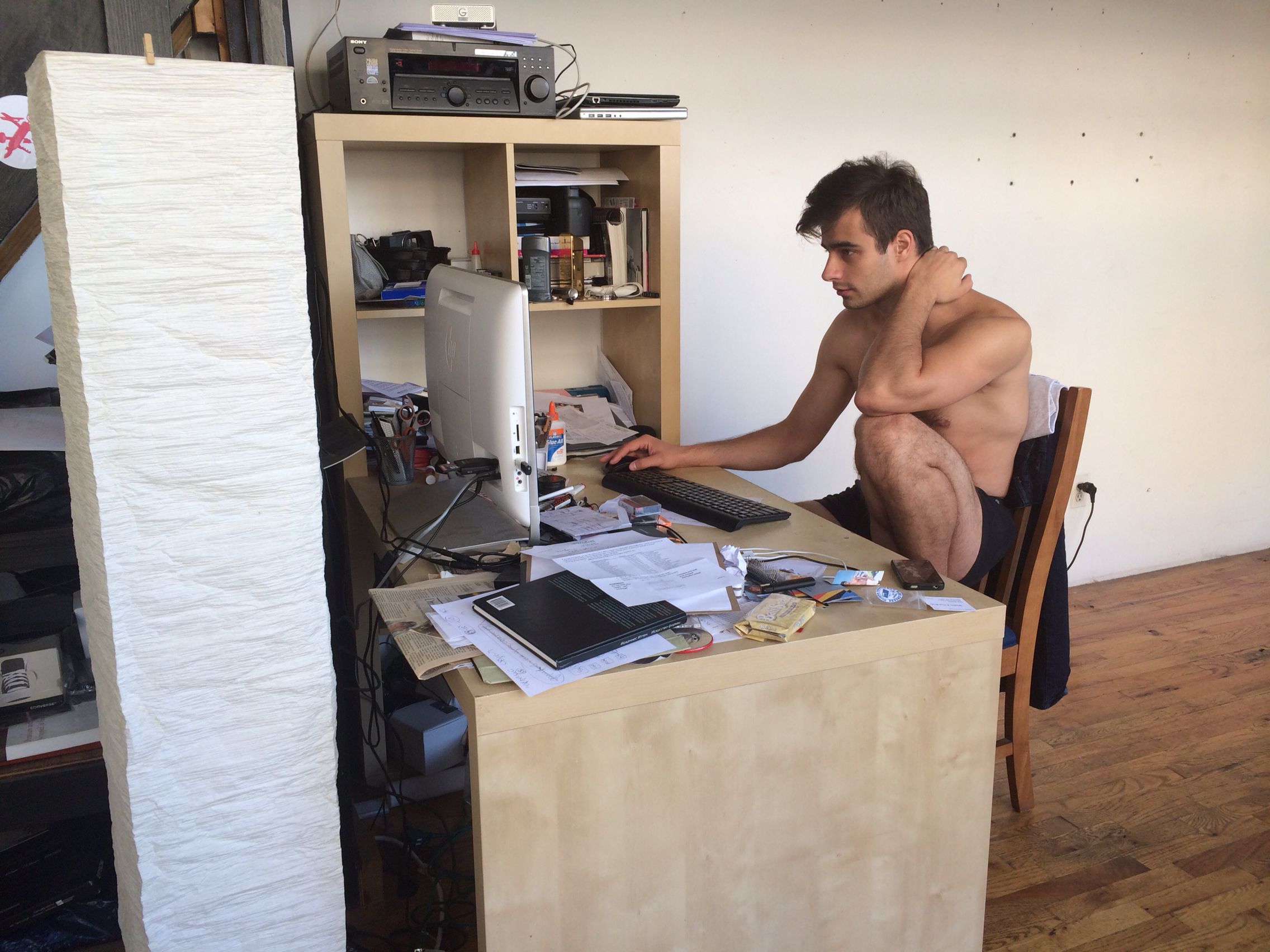
Al lavoro.
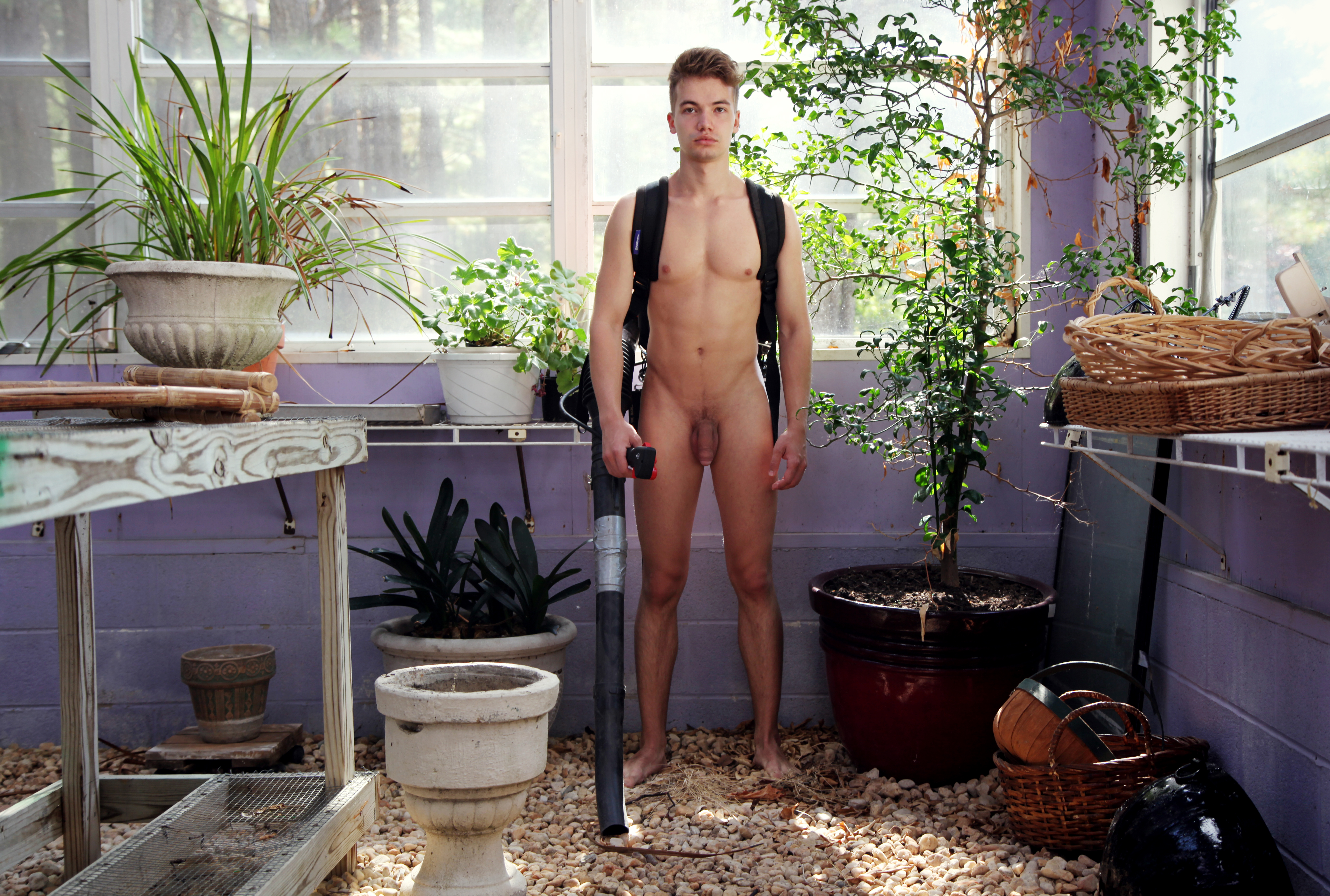
Soffiatore.
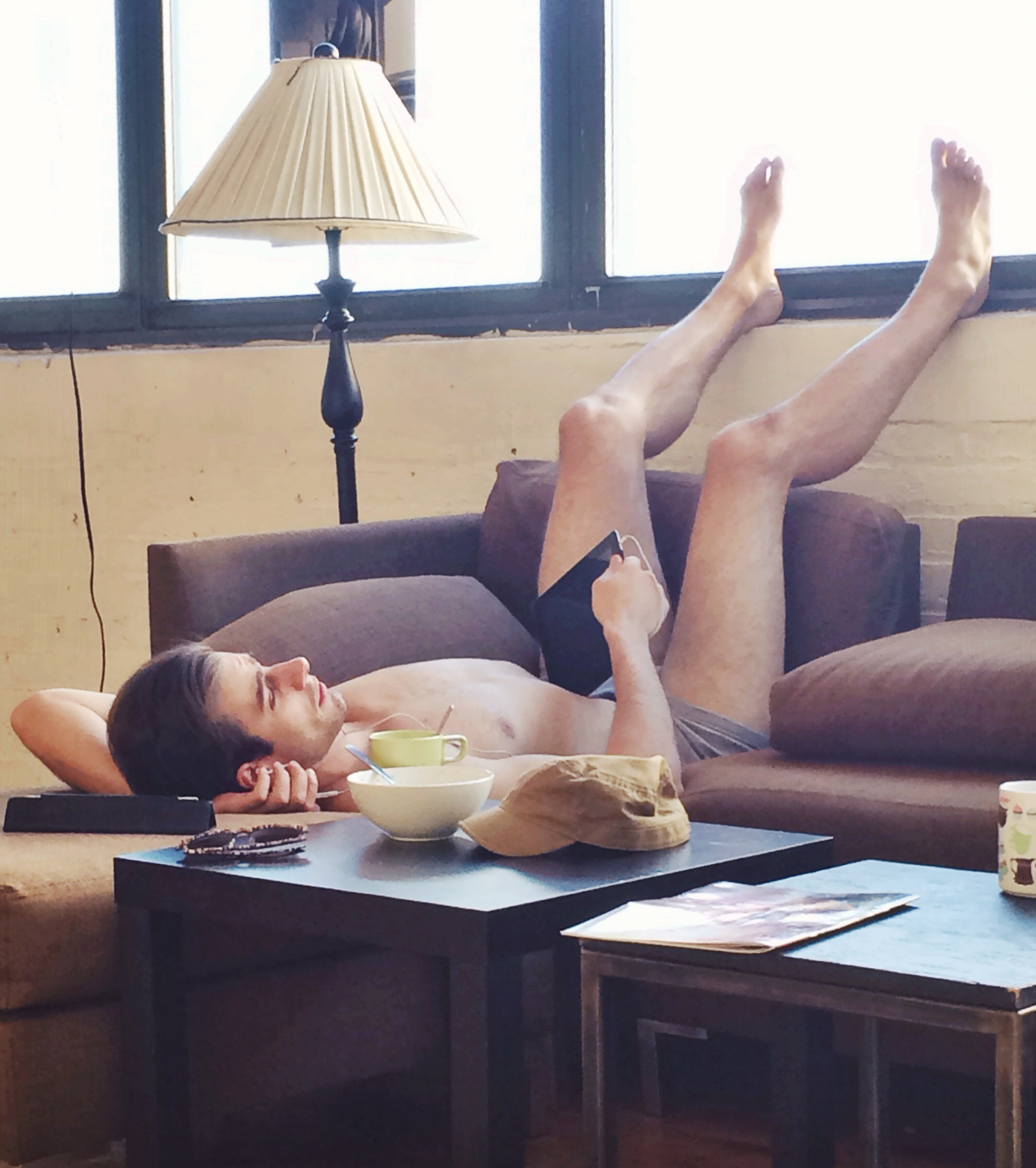
Collage.

## Mostre

### Mostre personali
- 2011 – Polaroids "Mol'" gallery, Mosca.
- 2012 – "Asylum". A cura di Ivan Savvine. Galleria "287 Spring" Gallery. New York.[17]
- 2014 – "Last Polaroids". Leslie Lohman Museum of Gay and Lesbian Art. New York.[18]
- 2017 – "Disassembled". Friedman Gallery. New York.[8]

### Mostre collettive
- 2010 – "Hung Checking Out the Contemporary Male". "Gitana Rosa Williamsburg" Gallery. New York.[19][20]
- 2013 – "Queerussia: the hidden (p)art". 'Mooiman' Gallery. Groninga, Paesi Bassi.[21]
- 2014 – "Juicy". "Gitana Rosa Williamsburg" Gallery. New York.[22]
- 2015 – "Same as You". A cura di Igor Zeiger. "Mazeh 9" Municipal youth art center gallery. Tel Aviv[23][24]
- 2020 – "The dark male model, Forbidden words". Galerie MooiMan. Groninga.[25]

## Collezioni
Le opere di Kargal'cev sono nella collezione permanente del Leslie-Lohman Museum of Gay and Lesbian Art.